# 제20회 미국 배우 조합상
제20회 미국 배우 조합상은 2013년에 뛰어난 활동을 보인 영화 배우를 기리기 위해 2014년 1월에 열린 시상식이다.

## 수상 및 후보

### 영화부문 앙상블상
- 아메리칸 허슬 - 데이빗 O. 러셀 수상
- 노예 12년 - 스티브 맥퀸

### 어거스트: 가족의 초상
- 존 웰스
- 달라스 바이어스 클럽 - 장 마크 발레
- 버틀러: 대통령의 집사 - 리 다니엘스

### 영화부문 여우주연상
- 블루 재스민 - 케이트 블란쳇 수상

### 어거스트: 가족의 초상
- 메릴 스트립
- 그래비티 - 산드라 블록
- 필로메나 - 주디 덴치
- 세이빙 미스터 뱅크 - 엠마 톰슨

### 영화부문 남우주연상
- 달라스 바이어스 클럽 - 매튜 맥커너히 수상
- 노예 12년 - 치웨텔 에지오포
- 캡틴 필립스 - 톰 행크스
- 버틀러: 대통령의 집사 - 포레스트 휘태커
- 네브래스카 - 브루스 던

### 영화부문 여우조연상
- 노예 12년 - 루피타 뇽 수상
- 아메리칸 허슬 - 제니퍼 로렌스

### 어거스트: 가족의 초상
- 줄리아 로버츠
- 네브래스카 - 준 스큅
- 버틀러: 대통령의 집사 - 오프라 윈프리

### 영화부문 남우조연상
- 달라스 바이어스 클럽 - 자레드 레토 수상
- 노예 12년 - 마이클 패스벤더
- 캡틴 필립스 - 바크하드 압디
- 이너프 세드 - 제임스 갠돌피니
- 다니엘 브륄 - 러시 : 더 라이벌

### 영화부문 스턴트 상
- 론 서바이버 수상
- 올 이즈 로스트
- 분노의 질주: 더 맥시멈
- 러시 : 더 라이벌
- 더 울버린

### TV드라마부문 앙상블연기상
- 브레이킹 배드 수상
- 보드워크 엠파이어
- 다운튼 애비
- 왕좌의 게임
- 홈랜드

### TV드라마부문연기상(여자)
- 다운튼 애비 - 매기 스미스 수상
- 아메리칸 호러 스토리 - 제시카 랭
- 브레이킹 배드 - 안나 건
- 홈랜드 - 클레어 데인즈
- 스캔들 - 케리 워싱턴

### TV드라마부문연기상(남자)
- 브레이킹 배드 - 브라이언 크랜스톤 수상
- 보드워크 엠파이어 - 스티브 부세미
- 왕좌의 게임 - 피터 딘클리지
- 하우스 오브 카드 - 케빈 스페이시
- 뉴스룸 - 제프 다니엘스

### 코미디부문 앙상블연기상
- 모던 패밀리 수상
- 30 락
- 어레스티드 디벨롭먼트
- 빅 뱅 이론
- 부통령이 필요해

### 코미디부문연기상(여자)
- 부통령이 필요해 - 줄리아 루이스 드레이퍼스 수상
- 30 락 - 티나 페이
- 모던 패밀리 - 줄리 보웬
- 너스 재키 - 에디 팔코
- 빅 뱅 이론 - 마임 비아릭

### 코미디부문연기상(남자)
- 모던 패밀리 - 타이 버렐 수상
- 30 락 - 알렉 볼드윈
- 어레스티드 디벨롭먼트 - 제이슨 베이트먼
- 하우스 오브 라이즈 - 돈 치들
- 빅 뱅 이론 - 짐 파슨스

### TV영화/미니시리즈부문 연기상(여자)
- 필 스펙터 - 헬렌 미렌 수상
- Betty & Coretta - 안젤라 바셋
- Burton and Taylor - 헬레나 본햄 카터
- 탑 오브 더 레이크 - 엘리자베스 모스
- 탑 오브 더 레이크 - 홀리 헌터

### TV영화/미니시리즈부문 연기상(남자)
- 쇼를 사랑한 남자 - 마이클 더글라스 수상
- 쇼를 사랑한 남자 - 맷 데이먼
- 킬링 케네디 - 로브 로우
- 필 스펙터 - 알 파치노
- 텅 빈 왕관 - 제레미 아이언스

### TV부문 스턴트 상
- 왕좌의 게임 수상
- 보드워크 엠파이어
- 브레이킹 배드
- 홈랜드
- 워킹 데드

## 같이 보기
- 제66회 프라임타임 에미상
- 제67회 영국 아카데미 영화상
- 제71회 골든 글로브상
- 제86회 아카데미상